# Cascada de Sartari
La Cascada de Sartari és un salt d'aigua d'uns 80 metres d'alçada situat al Parc Natural de l'Alt Pirineu, que es troba entre l'Estany de Ventolau i el Planell de Sartari, a uns 2.200 metres.
Les seves aigües provenen de l'Estany de Ventolau i el conjunt lacustre dels Tres Estanys, coronats per cims com el Pic de Ventolau, el pic de Tres Estanys o el pic de la Coma del Forn.
El salt està format per dues parts diferenciades. La primera, un salt d'uns 25 metres que s'interromp al picar amb una roca que emergeix de la muntanya i que divideix el flux en dos. A partir d'aquí, es converteix en cascada per als pròxims 55 metres.
El seu cabal és molt estacional. El màxim sol ser al mes de maig amb el desgel i en altres èpoques pot ser molt moderat, tot i que sempre hi baixa aigua. Els anys que s'acumula una bona quantitat de neu durant l'hivern, al llarg de la primavera la cascada baixa amb un cabal important, fent que una part del flux salti tot el desnivell sense interrupcions.